# 바이론 청
바이론 청(Byron Chung)은 여러 텔레비전 시리즈와 주류 영화 속 게스트로 출연한 한국 배우이다. 스트리트즈 오브 샌프란시스코, 매시 (드라마)의 7편 에피소드, 웨스트 윙 (드라마), 앨리어스 (드라마), 로스트의 4편 에피소드 등 여러 텔레비전 쇼에 출연했다.

## 텔레비전 출연
- 출동! 에어울프
- 앨리어스 (드라마)
- 로스트